# Xocotépetl
El Jocotitlan o Xocotépetl es un volcán localizado en el Estado de México, en México. Con sus 3953 metros sobre el nivel del mar, se trata de una de las principales cimas mexiquenses. Se encuentra así mismo entre los lugares 12 y 20 —según los criterios empleados— de las montañas más altas de México.

## Aspectos físicos
El Xocotepetl se localiza al noroeste del Estado de México, entre los municipios de Jocotitlán y Atlacomulco. Corresponde a la cuenca del Valle de Toluca y forma parte del Eje Neovolcánico. Es un estratovolcano formado por flujos de lava y eyecciones de piroclastos. Los restos de estas erupciones se pueden observar con mayor presencia en el cráter abierto que da al norte de la cima, donde quedan dos pequeñas elevaciones y abundantes zonas de pedregal volcánico (tezontle y basalto) que se emplean localmente como material de construcción.
En 1975, un área de 3701 hectáreas alrededor del Jocotitlán fue designada área protegida con el nombre "Parque Natural Estatal Isidro Fabela", en honor a Isidro Fabela (1882-1964), académico y diplomático nativo de la región. Este decreto ha buscado proteger el volcán de la deforestación y de la construcción de más antenas de radiocomunicación, de las cuales ya se encuentran varias en diversos puntos del Volcán.
Como gran parte de las zonas serranas de México, el Xocotepetl se encuentra cubierto por un bosque subtropical de coníferas. Se trata de un bosque mixto con predominancia de pinos (Pinus montezumae y P. hartwegii) y encinos (Quercus spp., en especial Q. rugosa, Q. laurina y Q. crassipes). También se encuentran oyameles (Abies religiosa), ailes (Alnus spp.) y madroños (Arbutus xalapensis), entre otros. En los estratos arbustivo y herbáceo, se encuentran distintos tipos de salvias (Salvia spp.), campanitas (Penstemon spp.), cardos (Eryngium spp.) y senecios (Senecio spp.). Este bosque sirve de hogar a diversos mamíferos nativos, como el coyote (Canis latrans), el tlacuache (Didelphis marsupialis), el cacomixtle (Bassariscus astutus) y el zorro gris (Urocyon cinereoargenteus).

## Toponimia e importancia cultural

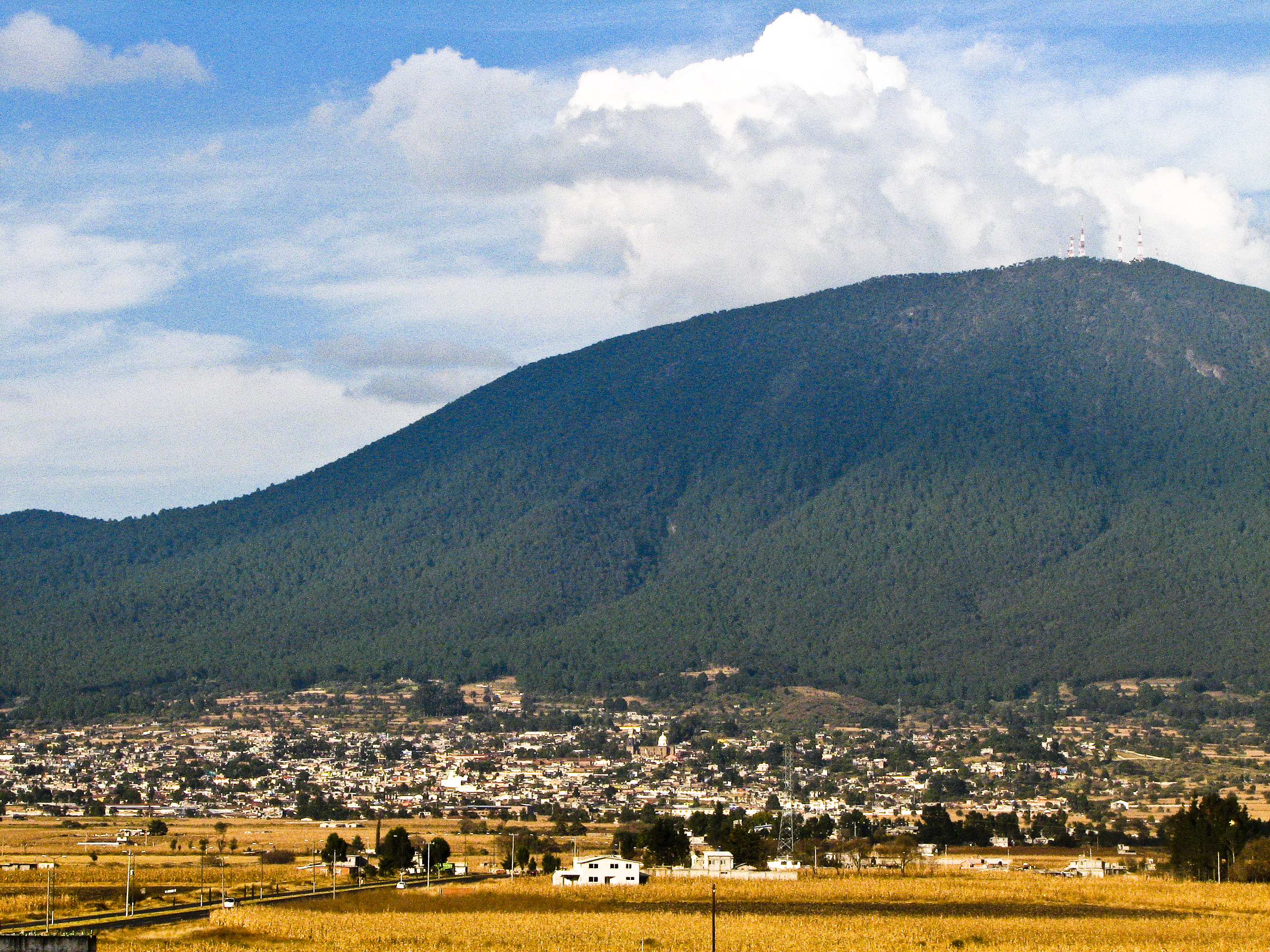
El pueblo de Jocotitlán al pie del volcán

El nombre oficial y más común que recibe el volcán es el de Jocotitlán, tomado de la localidad asentada a sus faldas. Este término proviene del náhuatl xocotl, «fruta agridulce», y -titlan, «lugar entre»: «lugar entre los frutos agridulces». El nombre alternativo Xocotépetl tiene un origen similar (xocotl; tepētl, «montaña»: «montaña de los frutos agridulces»). Informalmente se conoce también como «Cerro Viejo» o «Cerro de Joco».
Otros pueblos de la región tienen sus propios nombres para la montaña. Los mazahuas la llamaban Nguemore, «montaña sagrada». Asimismo, en la mitología otomí el volcán fue una antigua capital de este pueblo y aparece en varias de sus leyendas como pareja del Nevado de Toluca. Lo llamaban Gumidi, «el que está sentado de frente».
En el México prehispánico, el volcán era lugar de la veneración de Otontecuhtli, el dios principal de los otomíes, también venerado por los pueblos nahuas como dios del fuego con el nombre de Xiuhteuctli. En la actualidad, se localiza una capilla dedicada a San Antonio en una ladera de la montaña, a 3670 m s. n. m. Es probablemente la capilla a mayor altitud del país.

## Actividad volcánica
Considerado antiguamente como un volcán extinto, en los años 90 se descubrieron evidencias de al menos dos erupciones del Jocotitlán en los últimos 10 mil años. En todo caso, se trata de una zona de intensa actividad volcánica; muestra de ello son los múltiples llamados «volcancitos», una serie de conos de escoria ubicados en las inmediaciones. Por lo tanto, el Xocotepetl se considera actualmente como un volcán potencialmente activo que, en caso de hacer erupción, podría hacer estragos en las áreas metropolitanas de Toluca y México, dos de las aglomeraciones más densamente pobladas del país.

## Montañismo
El Xocotepetl puede ascenderse con facilidad desde los pueblos Jocotitlan y La Providencia. También desde una caseta que regula el acceso al parque estatal parte un serpenteante camino de 19 kilómetros de longitud que permite un desnivel de más de mil metros hasta la cima.